# دانيال فلوريس
دانيال فلوريس (بالإسبانية: Daniel Flores)‏ هو متسابق يخت فنزويلي، ولد في 17 أكتوبر 1981 في كومانا في فنزويلا.

## وصلات خارجية
- دانيال فلوريس على موقع الاتحاد الدولي للملاحة الشراعية (موقع جديد) (الإنجليزية)
- دانيال فلوريس على موقع الاتحاد الدولي للملاحة الشراعية (موقع قديم) (الإنجليزية)
- دانيال فلوريس على موقع اللجنة الأولمبية الدولية (الإنجليزية)
- دانيال فلوريس على موقع أوليمبيديا (الإنجليزية)